# 天津邮政储金汇业分局大楼
天津邮政储金汇业分局大楼为天津邮政储金汇业分局在中国天津建造的分局大楼。该分局开设于1945年，选址在天津法租界的主要街道大法國路（今解放北路89号），作为天津租界时代留存下来的重要建筑之一，该建筑目前是重点保护等级历史风貌建筑。

## 建筑
天津邮政储金汇业分局大楼为混合结构平房，两根爱奥尼亚式立柱拱托房檐，墙面有浮雕和山花，呈对称布局，是一座具有古典主义建筑特征的大楼。现为天津市和平区邮政局。